# Пригородный сельсовет (Амурская область)
При́городный сельсове́т — упразднённое муниципальное образование со статусом сельского поселения в составе Белогорского района Амурской области. 
Административный центр — село Пригородное.
Законом от 22 мая 2020 года упразднён в результате преобразования Белогорского района в муниципальный округ.

## История
19 января 2005 года в соответствии с Законом Амурской области № 419-ОЗ муниципальное образование наделено статусом сельского поселения.

## Население
| 2002 | 2010 | 2011 | 2012 | 2013 | 2014 | 2015 |
| ---- | ---- | ---- | ---- | ---- | ---- | ---- |
| 892  | ↘749 | ↘745 | ↘724 | ↘706 | ↘701 | ↘699 |
| 2016 | 2017 | 2018 |      |      |      |      |
| ↘689 | ↘657 | ↘654 |      |      |      |      |

## Состав сельского поселения
| № | Населённый пункт | Тип населённого пункта       | Население |
| - | ---------------- | ---------------------------- | --------- |
| 1 | Мирное           | село                         | ↗227      |
| 2 | Пригородное      | село, административный центр | ↘427      |